# Roosje Pierson

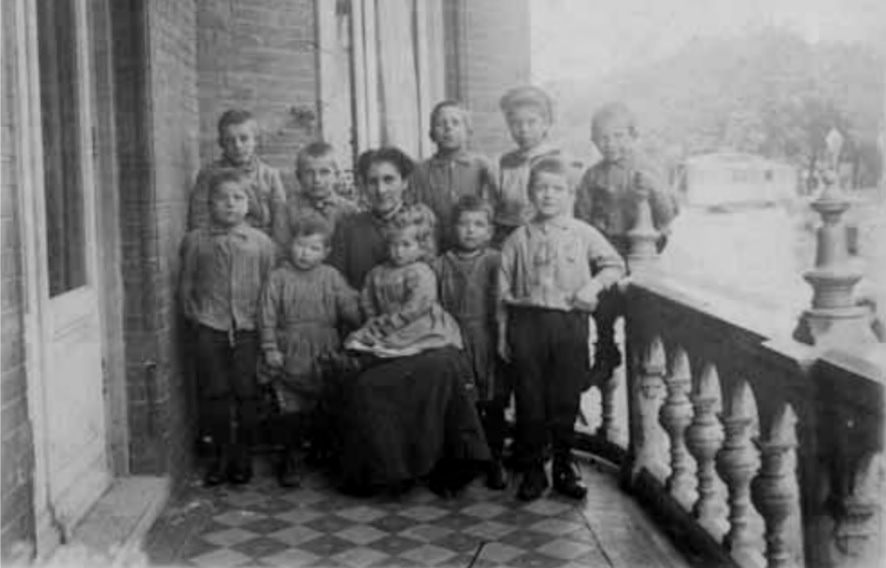
Roosje Pierson met twaalf van haar leden van de Kinderbond op het balkon van Duinweg 1 in Scheveningen

Rosine Johanna Maria Pierson, meest Roosje Pierson (Den Haag, 24 april 1881 - aldaar, 14 maart 1957) is een voorvechtster voor kinder- en vrouwenbescherming.
Roosje Pierson werd geboren aan de Balistraat 1 in Den Haag als dochter van bankier Henri Daniel Pierson (1856-1943), zoon van prof. dr. Allard Pierson (1831-1896), en Anna Henriette van Goudoever (1858-1925), dochter van de Utrechtse hoogleraar geneeskunde prof. dr. Louis Christiaan van Goudoever (1820-1894). Vanaf 1887 woonde ze aan de Van Speijkstraat 1, tot het gezin in 1897 verhuisde naar het Van Stolkpark in Scheveningen. Hun villa Intimis stond op een groot groot terrein op de hoek van Duinweg en de Professor P.S. Gerbrandyweg en telde maar liefst negentien kamers. Na het overlijden van haar moeder hertrouwde haar vader in 1936 met Euphemia Clementina Andrée Wiltens (1882-1965).

## Nederlandsche Kinderbond
In het dorp Scheveningen zag zij de erbarmelijke woonomstandigheden en sociale achterstanden. Roosje raakte onder invloed van christelijke prediking van William Booth, de oprichter van het Leger des Heils. Haar moeder was in 1891 lid van het oprichtingscomité van de Nederlandsche Kinderbond. Roosje startte mede daardoor in 1899 een Scheveningse afdeling van de Kinderbond. Als achttienjarige werd zij voorzitster van deze Kinderbondafdeling met haar zus Eudia als secretaris. Eudia zou na het behalen van haar verpleegstersdiploma in 1906 directrice van de Onderlinge Vrouwenbescherming worden. Deze vrouwenorganisatie ontfermde zich over ongehuwde moeders en ‘onverzorgde’ zuigelingen. De Kinderbond was vanuit de vrouwenbeweging opgericht naar voorbeeld van de Engelse Bands of Mercy. Het aantal clubjes binnen de Scheveningse Kinderbond zou na de oprichting in 1899 groeien van drie clubjes van dertig kinderen naar 180 kinderen. Het prieel bij Villa Intimis werd daarbij ingericht tot een 'zeer geschikte lokaliteit waar de kinderen zeer gezellig worden ontvangen'. Intimis zou in 1938 worden gesloopt. 
Na haar tijd bij de Kinderbond, organiseerde Roosje vanaf 1908 in het prieel bijeenkomsten van fabrieksmeisjes, jonge vrouwen en jonge moeders. De middagen werden gebruikt voor naaien, voorlezen, zingen en bijbelse vertellingen.

## Vluchtheuvel
Roosje werd getroffen door de problemen van de vaak kinderrijke gezinnen in vaak bouwvallige vissershuisjes waren bouwvallig en te krap voor
de vaak kinderrijke gezinnen. De slechte hygiënische omstandigheden en de opeenhoping van zoveel mensen in combinatie met een fysiek slechte conditie zorgde voor vatbaarheid voor besmettelijke ziektes als tuberculose. De verzorging van kinderen kwam extra in gevaar als de vissers op zee waren en de moeder ziek werd. Pierson benaderde naast Scheveningse predikanten ook de reder Aalbert Pronk, de
’vader’ van het hervormde weeshuis op Scheveningen. Het leidde tot de oprichting van het kinderhuis Vluchtheuvel in Scheveningen. Vluchtheuvel werd feestelijk geopend op 17 mei 1916. Doel van het kindertehuis was 'verzorging en opvoeding op christelijke grondslag van kinderen van alle gezindten op Scheveningen, die door ziekte, overlijden of om andere redenen de moederzorg ontberen'. Roosje Pierson werd directrice, ze werd bijgestaan door plaatsvervangster Sophie van der Mersch en de verpleegster en onderwijzeres Margaretha Gunning. Als locatie werd villa Mariaheuvel gekozen, op de hoek van Duinweg en Pansierstraat. Roosje Pierson zou tot 1925 directrice van Vluchtheuvel blijven. Toen haar moeder stierf trok zij in bij haar vader in villa Intimis. Nadat haar vader naar Ommen verhuisde, woonde ze vanaf 1939 in Pension Idzerda op Van Stolkweg 13 maar bleef nog wel betrokken bij Vluchtheuvel. In de Tweede Wereldoorlog moest Vluchtheuvel worden ontruimd omdat het binnen de 'Vesting Scheveningen' (Sperrgebiet) lag. De bewoners moesten Vluchtheuvel verlaten en werden ondergebracht in landhuis Huis te Eerbeek. Roosje Pierson woonde toen inmiddels met Sophie van der Mersch op Riouwstraat 43 in Scheveningen. Na de oorlog werd Duinweg 1 gevorderd door de Nederlandse regering als onderkomen voor het ministerie van Defensie. Vluchtheuvel werd vanaf 18 februari 1950 voortgezet in een pand op het Seinpostduin. In 1954, na het overlijden van Sophie van der Mersch, werd Pierson heilsoldate van het Leger des Heils.
In het vroegere onderkomen van Vluchtheuvel aan de Duinweg werd later een kinderdagverblijf ondergebracht.

## Roosje Piersonplein
In 2016 werd in Scheveningen het pleintje aan de Duinweg, waar Nieuwe Duinweg, Haringkade, Cornelis Jolstraat, Pansierstraat en
Duinweg samenkomen, naar haar het Roosje Piersonplein genoemd.